# Campeonato Mundial de Patinaje Artístico sobre Hielo de 2006
El XCVI Campeonato Mundial de Patinaje Artístico sobre Hielo se realizó en Calgary (Canadá) entre el 20 y el 26 de marzo de 2006. Fue organizado por la Unión Internacional de Patinaje sobre Hielo (ISU) y la Federación Canadiense de Patinaje sobre Hielo. 
Las competiciones se efectuaron en el Pengrowth Saddledome, con capacidad para 20.000 espectadores. Participaron en total 184 patinadores de 45 países.

## Calendario
| Día      | Hora* | Evento                   | Tipo           |
| -------- | ----- | ------------------------ | -------------- |
| 20.03.06 | 14:00 | Ceremonia de apertura    |                |
| 20.03.06 | 14:35 | Programa corto           | parejas        |
| 20.03.06 | 19:00 | Calificación grupos A/B  | masculino      |
| 21.03.06 | 11:00 | Danza obligatoria        | danza en hielo |
| 21.03.06 | 15:30 | Programa corto           | masculino      |
| 22.03.06 | 09:15 | Calificación grupos A/B  | femenino       |
| 22.03.06 | 14:00 | Prueba libre             | parejas        |
| 22.03.06 | 17:50 | Certemonia de vencedores | parejas        |
| 22.03.06 | 19:00 | Calificación grupos A/B  | femenino       |
| 23.03.06 | 10:30 | Danza original           | danza en hielo |
| 23.03.06 | 15:45 | Prueba libre             | masculino      |
| 23.03.06 | 19:50 | Ceremonia de vencedores  | masculino      |
| 24.03.06 | 10:30 | Programa corto           | femenino       |
| 24.03.06 | 15:40 | Danza libre              | danza en hielo |
| 24.03.06 | 19:50 | Ceremonia de vencedores  | danza en hielo |
| 25.03.06 | 12:00 | Prueba libre             | femenino       |
| 25.03.06 | 15:45 | Ceremonia de vencedores  | femenino       |
| 26.03.06 | 14:00 | Gala de exhibición       |                |

- (*) -  hora local de Calgary (UTC -7)

## Resultados

### Masculino
| Puesto | Nombre           | País           | Puntos |
| ------ | ---------------- | -------------- | ------ |
| Oro    | Stéphane Lambiel | Suiza          | 274,22 |
| Plata  | Brian Joubert    | Francia        | 270,83 |
| Bronce | Evan Lysacek     | Estados Unidos | 255,22 |

### Femenino
| Puesto | Nombre          | País           | Puntos |
| ------ | --------------- | -------------- | ------ |
| Oro    | Kimmie Meissner | Estados Unidos | 218,33 |
| Plata  | Fumie Suguri    | Japón          | 209,74 |
| Bronce | Sasha Cohen     | Estados Unidos | 208,88 |

### Parejas
| Puesto | Nombre                          | País  | Puntos |
| ------ | ------------------------------- | ----- | ------ |
| Oro    | Qing Pang / Jian Tong           | China | 189,20 |
| Plata  | Dan Zhang / Hao Zhang           | China | 186,42 |
| Bronce | Maria Petrova / Alexei Tikhonov | Rusia | 186,22 |

### Danza en hielo
| Puesto | Nombre                                 | País           | Puntos |
| ------ | -------------------------------------- | -------------- | ------ |
| Oro    | Albena Denkova / Maxim Staviski        | Bulgaria       | 199,14 |
| Plata  | Marie-France Dubreuil / Patrice Lauzon | Canadá         | 198,69 |
| Bronce | Tanith Belbin / Benjamin Agosto        | Estados Unidos | 196,74 |

## Medallero
| Núm. | País           | Oro | Plata | Bronce | Total |
| ---- | -------------- | --- | ----- | ------ | ----- |
| 1    | China          | 1   | 1     | 0      | 2     |
| 2    | Estados Unidos | 1   | 0     | 3      | 4     |
| 3    | Bulgaria       | 1   | 0     | 0      | 1     |
| 3    | Suiza          | 1   | 0     | 0      | 1     |
| 5    | Canadá         | 0   | 1     | 0      | 1     |
| 5    | Francia        | 0   | 1     | 0      | 1     |
| 5    | Japón          | 0   | 1     | 0      | 1     |
| 8    | Rusia          | 0   | 0     | 1      | 1     |
|      | TOTAL          | 4   | 4     | 4      | 12    |

| Predecesor: Rusia 2005 | Campeonato Mundial de Patinaje Artístico sobre Hielo 2006 | Sucesor: Japón 2007 |

- Datos: Q430097
- Multimedia: 2006 World Figure Skating Championships / Q430097